# (935) Clivia
(935) Clivia es un asteroide perteneciente al cinturón de asteroides descubierto el 7 de septiembre de 1920 por Karl Wilhelm Reinmuth desde el observatorio de Heidelberg-Königstuhl, Alemania.
Está nombrado por la clivia, un género de plantas de la familia de las amaryllidaceae.

## Características orbitales
Clivia forma parte de la familia asteroidal de Flora.